# Sharna Burgess
Sharna May Burgess (Wagga Wagga, Nueva Gales del Sur; 21 de junio de 1985) es una bailarina de salón y coreógrafa australiana. Es más conocida por ser una de las bailarinas profesionales del programa estadounidense Dancing with the Stars de ABC.

## Primeros años
Sus padres son Ray y Lucy Burgess. Mientras crecía, estuvo involucrada en varios deportes y diferentes estilos de baile. A la edad de cinco años, comenzó a entrenar en ballet, jazz y gimnasia. Cuando cumplió los ocho años, comenzó su estudio del bailes de salón, y ganó muchos títulos locales y nacionales. A los 15 años, fue elegida para representar a Australia en los campeonatos mundiales en los estilos estándar y latino, y bailó en la ceremonia de clausura de los Juegos Olímpicos de Sídney 2000.

## Carrera

### Carrera temprana
A los 18 años, Burgess se trasladó a Londres, donde recogió numerosos títulos y apareció en una gira por el Reino Unido con el espectáculo, Simply Ballroom. Luego de Simply Ballroom, el coreógrafo Jason Gilkison le dio un lugar en la gira con Burn the Floor. Ella estuvo en el reparto por seis años. Burgess fue miembro de Burn the Floor cuando el show se trasladó a Broadway.
Las primeras apariciones televisivas de Burgess fueron primero en la versión australiana de Dancing with the Stars y luego en la versión de So You Think You Can Dance de Bélgica y los Países Bajos.

### Dancing with the Stars
Burgess se unió al elenco de Dancing with the Stars como miembro del cuerpo de baile desde la temporada 13 hasta la 15. Mientras fue miembro del cuerpo de baile, también ayudó al coreógrafo Jason Gilkison de So You Think You Can Dance en las versiones australiana y estadounidense del programa. En 2013, fue promovida a profesional desde la temporada 16 siendo emparejada con el actor y comediante Andy Dick; ellos fueron eliminados en la séptima semana de la temporada y quedaron en el séptimo puesto. Para la temporada 17 fue emparejada con el exfutbolista americano de la NFL Keyshawn Johnson, siendo la primera pareja eliminada en la segunda semana de competencia, ubicándose en el duodécimo puesto.
En 2014, Burgess fue emparejada con el patinador olímpico Charlie White para la temporada 18; ellos fueron eliminados en la novena semana a pesar de sus altos puntajes durante toda la temporada, quedando en el quinto puesto. Para la temporada 19 tuvo como pareja al presentador Tavis Smiley, siendo eliminados en la segunda semana de competencia y quedando en el duodécimo puesto.
En 2015, fue emparejada para la temporada 20 con el exsoldado y entrenador personal Noah Galloway, logrando llegar a la final y quedando en el tercer puesto. En la temporada 21 tuvo como pareja al cantante de los Backstreet Boys, Nick Carter; ellos también llegaron a la final de la competencia, terminando en el segundo puesto detrás de los ganadores Bindi Irwin y Derek Hough.
En 2016, tuvo como pareja al exfutbolista americano de la NFL Antonio Brown para la temporada 22, con quien llegó a la semifinal siendo eliminados en una doble eliminación, ubicándose en el quinto puesto. Para la temporada 23 fue emparejada con el conductor de IndyCar James Hinchcliffe; aunque debido una lesión en la rodilla en el ensayo general de la séptima semana, Hinchcliffe bailó con Jenna Johnson durante dos semanas en lugar de Burgess. La pareja logró llegar a la final, terminando en el segundo puesto detrás de los ganadores Laurie Hernandez y Valentin Chmerkovskiy.
En 2017, para la temporada 24 ella fue emparejada con el modelo y montador de toros Bonner Bolton, siendo eliminados en la octava semana de competencia y quedando en el quinto puesto. Para la temporada 25 tuvo como pareja al exbaloncestista de la NBA, Derek Fisher; fueron la tercera pareja en ser eliminada, quedando en el undécimo puesto.
En 2018, fue emparejada para la temporada 26 con el exfutbolista americano de la NFL, Josh Norman, llegando a la final y ubicándose en el segundo puesto detrás de los ganadores Adam Rippon y Jenna Johnson. En la temporada 27 fue emparejada con el locutor de radio Bobby Bones, logrando llegar a la final y convirtiéndose en los ganadores, siendo la primera victoria para Burgess.
En 2019, Burgess no participó en la temporada 28 del programa, pero retornó al año siguiente en la temporada 29 en donde tuvo como pareja al actor de cine y televisión Jesse Metcalfe, siendo eliminados en la quinta semana y ubicándose en el decimosegundo puesto. En la temporada 30, fue emparejada con el actor Brian Austin Green, quien es actualmente su pareja sentimental; ambos llegaron hasta la cuarta semana de competencia en la cual fueron eliminados en una doble eliminación, quedando en el decimotercer puesto.

#### Rendimiento
| Temporada                                        | Pareja             | Puesto | Promedio |
| ------------------------------------------------ | ------------------ | ------ | -------- |
| 16                                               | Andy Dick          | 7.º    | 19.25    |
| 17                                               | Keyshawn Johnson   | 12.º   | 17.50    |
| 18                                               | Charlie White      | 5.º    | 27.00    |
| 19                                               | Tavis Smiley       | 12.º   | 21.38*   |
| 20                                               | Noah Galloway      | 3.º    | 24.70*   |
| 21                                               | Nick Carter        | 2.º    | 27.18    |
| 22                                               | Antonio Brown      | 4.º    | 24.67    |
| 23                                               | James Hinchcliffe  | 2.º    | 27.47*   |
| 24                                               | Bonner Bolton      | 5.º    | 21.53*   |
| 25                                               | Derek Fisher       | 11.º   | 20.00    |
| 26                                               | Josh Norman        | 2.º    | 25.83    |
| 27                                               | Bobby Bones        | 1.º    | 22.85    |
| 29                                               | Jesse Metcalfe     | 12.º   | 19.60    |
| 30                                               | Brian Austin Green | 13.º   | 18.60*   |
| * Promedios ajustados a una escala de 30 puntos. |                    |        |          |

- Temporada 16 con Andy Dick

| Semana | Baile / Canción                                 | Puntajes de los jueces | Puntajes de los jueces | Puntajes de los jueces | Resultado       |
| Semana | Baile / Canción                                 | C. I.                  | L. G.                  | B. T.                  | Resultado       |
| ------ | ----------------------------------------------- | ---------------------- | ---------------------- | ---------------------- | --------------- |
| 1      | Foxtrot / «Witchcraft»                          | 6                      | 5                      | 6                      | Sin eliminación |
| 2      | Jazz / «Poker Face»                             | 7                      | 6                      | 7                      | Salvados        |
| 3      | Grupo de Freestyle / «The Rockafeller Skank»    | Sin puntos extras      | Sin puntos extras      | Sin puntos extras      | Dos últimos     |
| 3      | Chachachá / «Da Ya Think I'm Sexy?»             | 6                      | 6                      | 6                      | Dos últimos     |
| 4      | Vals vienés / «Hallelujah»                      | 7                      | 7                      | 7                      | Salvados        |
| 5      | Pasodoble / «The Plaza of Execution»            | 6                      | 6                      | 6                      | Salvados        |
| 6      | Samba / «Signed, Sealed, Delivered I'm Yours»   | 6                      | 6                      | 6                      | Salvados        |
| 6      | Samba en equipo / «Superstition»                | 8                      | 9                      | 8                      | Salvados        |
| 7      | Rumba / «Cherry Pink (and Apple Blossom White)» | 5                      | 6                      | 6                      | Eliminados      |
| 7      | Duelo de Chachachá / «Brokenhearted»            | Sin puntos extras      | Sin puntos extras      | Sin puntos extras      | Eliminados      |

- Temporada 17 con Keyshawn Johnson

| Semana | Baile / Canción                  | Puntajes de los jueces | Puntajes de los jueces | Puntajes de los jueces | Resultado       |
| Semana | Baile / Canción                  | C. I.                  | L. G.                  | B. T.                  | Resultado       |
| ------ | -------------------------------- | ---------------------- | ---------------------- | ---------------------- | --------------- |
| 1      | Chachachá / «Treasure»           | 6                      | 5                      | 6                      | Sin eliminación |
| 2      | Samba / «Get Up Offa That Thing» | 6                      | 6                      | 6                      | Eliminados      |

- Temporada 18 con Charlie White

| Semana | Baile / Canción                                          | Puntajes de los jueces | Puntajes de los jueces | Puntajes de los jueces | Puntajes de los jueces | Resultado       |
| Semana | Baile / Canción                                          | C. I.                  | L. G.                  | Inv.1                  | B. T.                  | Resultado       |
| --- | -------------------------------------------------------- | ---------------------- | ---------------------- | ---------------------- | ---------------------- | --------------- |
| 1 | Contemporáneo / «Let Her Go»                             | 9                      | 9                      | —                      | 9                      | Sin eliminación |
| 2 | Tango / «Addicted to You»                                | 9                      | 7                      | —                      | 9                      | Salvados        |
| 3 | Jive / «Happy»                                           | 9                      | 9                      | 9                      | 9                      | Salvados        |
| 42 | Rumba / «Wildest Moments»                                | 7                      | 8                      | 9                      | 9                      | Sin eliminación |
| 5 | Jazz / «Supercalifragilisticexpialidocious»              | 9                      | 10                     | 9                      | 9                      | Salvados        |
| 6 | Chachachá / «Gonna Make You Sweat (Everybody Dance Now)» | 9                      | 9                      | 9                      | 9                      | Salvados        |
| 7 | Pasodoble / «Sail»                                       | 9                      | 8                      | 10                     | 9                      | Salvados        |
| 7 | Freestyle en equipo / «The Cup of Life»                  | 8                      | 8                      | 10                     | 9                      | Salvados        |
| 8 | Quickstep / «My Heart Goes Boom»                         | 10                     | 10                     | 10                     | 10                     | Salvados        |
| 8 | Contemporáneo en equipo / «Stay with Me»                 | 9                      | 9                      | 10                     | 10                     | Salvados        |
| 9 (Semifinal) | Foxtrot / «New York, New York»                           | 10                     | 10                     | 10                     | 10                     | Eliminados      |
| 9 (Semifinal) | Samba / «Mo Money Mo Problems»                           | 9                      | 9                      | 9                      | 9                      | Eliminados      |
| 1En orden: Robin Roberts, Julianne Hough, Donny Osmond, Redfoo, Ricky Martin, Abby Lee Miller y Kenny Ortega. 2Por los «cambios de pareja», White bailó con Peta Murgatroyd y Burgess con Cody Simpson. |                                                          |                        |                        |                        |                        |                 |

- Temporada 19 con Tavis Smiley

| Semana | Baile / Canción                 | Puntajes de los jueces | Puntajes de los jueces | Puntajes de los jueces | Puntajes de los jueces | Resultado  |
| Semana | Baile / Canción                 | C. I.                  | L. G.                  | J. H.                  | B. T.                  | Resultado  |
| ------ | ------------------------------- | ---------------------- | ---------------------- | ---------------------- | ---------------------- | ---------- |
| 1      | Foxtrot / «Pride and Joy»       | 7                      | 7                      | 8                      | 7                      | Salvados   |
| 2      | Chachachá / «Boogie Wonderland» | 7                      | 7                      | 7                      | 7                      | Eliminados |

- Temporada 20 con Noah Galloway

| Semana        | Baile / Canción                                  | Puntajes de los jueces | Puntajes de los jueces | Puntajes de los jueces | Puntajes de los jueces | Resultado        |
| Semana        | Baile / Canción                                  | C. I.                  | L. G.                  | J. H.                  | B. T.                  | Resultado        |
| ------------- | ------------------------------------------------ | ---------------------- | ---------------------- | ---------------------- | ---------------------- | ---------------- |
| 1             | Chachachá / «I Lived»                            | 7                      | 6                      | 6                      | 7                      | Sin eliminación  |
| 2             | Samba / «Homegrown Honey»                        | 7                      | 6                      | 7                      | 7                      | Salvados         |
| 3             | Tango argentino / «Rather Be»                    | 7                      | 7                      | 8                      | 8                      | Salvados         |
| 4             | Contemporáneo / «American Soldier»               | 8                      | 8                      | 8                      | 8                      | Salvados         |
| 5             | Foxtrot / «A Whole New World»                    | 7                      | 7                      | 7                      | 7                      | Salvados         |
| 6             | Rumba / «Waves»                                  | 7                      | 7                      | 7                      | 8                      | Salvados         |
| 6             | Freestyle en equipo / «Wipe Out»                 | 10                     | 9                      | 10                     | 10                     | Salvados         |
| 7             | Jazz / «Super Bad»                               | 10                     | 8                      | 9                      | 9                      | Salvados         |
| 7             | Duelo de Chachachá / «Dance with Me»             | 2 puntos extras        | 2 puntos extras        | 2 puntos extras        | 2 puntos extras        | Salvados         |
| 8             | Tango / «Geronimo»                               | 8                      | 7                      | 8                      | 8                      | Últimos salvados |
| 8             | Salsa en trío / «Mr. Put It Down»                | 8                      | 8                      | 8                      | 8                      | Últimos salvados |
| 9 (Semifinal) | Vals vienés / «The Time of My Life»              | 9                      | 9                      | 9                      | 9                      | Salvados         |
| 9 (Semifinal) | Pasodoble / «Unstoppable»                        | —                      | 10                     | 10                     | 10                     | Salvados         |
| 10 (Final)    | Tango argentino / «Rather Be»                    | 8                      | 8                      | 8                      | 8                      | Tercer puesto    |
| 10 (Final)    | Freestyle / «Titanium» & «Fix You»               | 10                     | 10                     | 10                     | 10                     | Tercer puesto    |
| 10 (Final)    | Tango argentino & Chachachá fusión / «Surrender» | 9                      | 9                      | 9                      | 9                      | Tercer puesto    |

- Temporada 21 con Nick Carter

| Semana | Baile / Canción                                    | Puntajes de los jueces | Puntajes de los jueces | Puntajes de los jueces | Resultado        |
| Semana | Baile / Canción                                    | C. I.                  | J. H.                  | B. T.                  | Resultado        |
| --- | -------------------------------------------------- | ---------------------- | ---------------------- | ---------------------- | ---------------- |
| 1 | Chachachá / «I Don't Like It, I Love It»           | 8                      | 8                      | 8                      | Sin eliminación  |
| 2 | Jive / «Boogie Woogie Bugle Boy»                   | 7                      | 7                      | 7                      | Salvados         |
| 2 | Foxtrot / «Coming Home»                            | 8                      | 8                      | 8                      | Salvados         |
| 3 | Vals vienés / «Did I Make the Most of Loving You?» | 9/91                   | 9                      | 9                      | Salvados         |
| 4 | Jazz / «Everybody (Backstreet's Back)»             | 9                      | 9                      | 9                      | Salvados         |
| 52 | Pasodoble / «Don't Look Down»                      | 9                      | 9/83                   | 9                      | Sin eliminación  |
| 6 | Samba / «You Should Be Dancing»                    | 9                      | 10/104                 | 10                     | Salvados         |
| 7 | Tango argentino / «Bring Me to Life»               | 8                      | 8                      | 8                      | Salvados         |
| 7 | Freestyle en equipo / «This is Halloween»          | 10                     | 10                     | 10                     | Salvados         |
| 8 | Contemporáneo / «Can't Help Falling in Love»       | 10                     | 10                     | 10                     | Salvados         |
| 9 | Quickstep / «A Cool Cat in Town»                   | 9                      | 9                      | 10                     | Salvados         |
| 9 | Rumba en equipo / «Hey Jude»                       | 9                      | 9                      | 9                      | Salvados         |
| 10 (Semifinal) | Tango / «Scars»                                    | 8                      | 8                      | 8                      | Últimos salvados |
| 10 (Semifinal) | Duelo de Samba / «Lean On»                         | Sin puntos extras      | Sin puntos extras      | Sin puntos extras      | Últimos salvados |
| 10 (Semifinal) | Salsa en trío / «No Doubt About It»                | 10                     | 10                     | 10                     | Últimos salvados |
| 11 (Final) | Jive / «Runaway Baby»                              | 10                     | 10                     | 10                     | Últimos salvados |
| 11 (Final) | Freestyle / «Larger Than Life»                     | 10                     | 10                     | 10                     | Últimos salvados |
| 11 (Final) | Salsa & Tango fusión / «Turn Up the Music»         | 10                     | 10                     | 10                     | Segundo puesto   |
| 1Puntaje dado por el juez invitado Alfonso Ribeiro. 2Por los «cambios de pareja», Carter bailó con Witney Carson y Burgess con Andy Grammer. 3Puntaje dado por el juez invitado Maksim Chmerkovskiy 4Puntaje dado por la juez invitada Olivia Newton-John. |                                                    |                        |                        |                        |                  |

- Temporada 22 con Antonio Brown

| Semana | Baile / Canción                                                                    | Puntajes de los jueces | Puntajes de los jueces | Puntajes de los jueces | Resultado       |
| Semana | Baile / Canción                                                                    | C. I.                  | L. G.                  | B. T.                  | Resultado       |
| --- | ---------------------------------------------------------------------------------- | ---------------------- | ---------------------- | ---------------------- | --------------- |
| 1 | Quickstep / «Bad Man»                                                              | 8                      | 6                      | 7                      | Sin eliminación |
| 2 | Rumba / «Adorn»                                                                    | 6                      | 6                      | 7                      | Salvados        |
| 3 | Foxtrot / «7 Years»                                                                | 7                      | 6                      | 7                      | Salvados        |
| 4 | Jazz / «Friend Like Me»                                                            | 9                      | 8/91                   | 9                      | Salvados        |
| 52 | Chachachá / «Son of a Preacher Man»                                                | 7                      | 6/63                   | 7                      | Sin eliminación |
| 6 | Jive / «Footloose»                                                                 | 9                      | 9                      | 9                      | Salvados        |
| 7 | Tango / «Paint It Black»                                                           | 8                      | 8                      | 8                      | Salvados        |
| 7 | Freestyle en equipo / «Super Bad», «Living in America» & «I Got You (I Feel Good)» | 9                      | 9                      | 10                     | Salvados        |
| 8 | Vals vienés / «Love on the Brain»                                                  | 9                      | 9                      | 9                      | Salvados        |
| 8 | Pasodoble en equipo / «Everybody Wants to Rule the World»                          | 94                     | 10                     | 10                     | Salvados        |
| 9 (Semifinal) | Tango argentino en trío / «Mi Confesión»                                           | 9                      | 9                      | 9                      | Eliminados      |
| 9 (Semifinal) | Contemporáneo / «Hall of Fame»                                                     | 9                      | 9                      | 10                     | Eliminados      |
| 1Puntaje dado por la juez invitada Zendaya. 2Por los «cambios de pareja», Brown bailó con Karina Smirnoff y Burgess con Nyle DiMarco. 3Puntaje dado por el juez invitado Maksim Chmerkovskiy. 4Puntaje dado por el público en lugar de Inaba. |                                                                                    |                        |                        |                        |                 |

- Temporada 23 con James Hinchcliffe

| Semana | Baile / Canción                                      | Puntajes de los jueces | Puntajes de los jueces | Puntajes de los jueces | Puntajes de los jueces | Resultado        |
| Semana | Baile / Canción                                      | C. I.                  | L. G.                  | J. H.                  | B. T.                  | Resultado        |
| --- | ---------------------------------------------------- | ---------------------- | ---------------------- | ---------------------- | ---------------------- | ---------------- |
| 1 | Foxtrot / «Live Life»                                | 8                      | 8                      | 7                      | 8                      | Sin eliminación  |
| 2 | Pasodoble / «The Walking Dead Theme»                 | 7                      | 7                      | 7                      | 8                      | Salvados         |
| 3 | Chachachá / «Big Trouble»                            | 7                      | 7                      | 8                      | 7                      | Salvados         |
| 4 | Quickstep / «The Hollywood Wiz»                      | 9                      | —                      | 9                      | 10                     | Salvados         |
| 5 | Tango / «The Right Time»                             | 10                     | —                      | 9                      | 10                     | Sin eliminación  |
| 6 | Rumba / «Need the Sun to Break»                      | 10                     | 91                     | 9                      | 10                     | Salvados         |
| 7 | Jitterbug / «In the Mood»                            | 9                      | 9                      | 9                      | 9                      | Salvados         |
| 7 | Freestyle en equipo / «The Skye Boat Song»           | 10                     | 9                      | 9                      | 10                     | Salvados         |
| 82 | Vals vienés / «You Don't Own Me»                     | 10                     | —                      | 10                     | 10                     | Salvados         |
| 92 | Jazz / «A Brand New Day»                             | 9                      | 93                     | 9                      | 9                      | Salvados         |
| 92 | Pasodoble en equipo / «No Good»                      | 9                      | 93                     | 10                     | 9                      | Salvados         |
| 10 (Semifinal) | Tango argentino / «Santa María (del Buen Ayre)»      | 9                      | —                      | 10                     | 10                     | Salvados         |
| 10 (Semifinal) | Jive en trío / «Gimme Some Lovin'»                   | 10                     | —                      | 10                     | 10                     | Salvados         |
| 11 (Final) | Foxtrot / «It Had to Be You»                         | 9                      | 9                      | 9                      | 10                     | Últimos salvados |
| 11 (Final) | Freestyle / «Beethoven's 5 Secrets»                  | 10                     | 10                     | 10                     | 10                     | Últimos salvados |
| 11 (Final) | Vals vienés & Foxtrot fusión / «Over and Over Again» | 10                     | 10                     | 10                     | 10                     | Segundo puesto   |
| 1Puntaje dado por el juez invitado Pitbull en lugar de Goodman. 2Debido a una lesión, Jenna Johnson reemplazó a Burgess. 3Puntaje dado por la juez invitada Idina Menzel en lugar de Goodman. |                                                      |                        |                        |                        |                        |                  |

- Temporada 24 con Bonner Bolton

| Semana | Baile / Canción                                                                            | Puntajes de los jueces | Puntajes de los jueces | Puntajes de los jueces | Puntajes de los jueces | Resultado       |
| Semana | Baile / Canción                                                                            | C. I.                  | L. G.                  | J. H.                  | B. T.                  | Resultado       |
| --- | ------------------------------------------------------------------------------------------ | ---------------------- | ---------------------- | ---------------------- | ---------------------- | --------------- |
| 1 | Chachachá / «Move»                                                                         | 6                      | 5                      | 5                      | 6                      | Sin eliminación |
| 2 | Vals vienés / «Unlove You»                                                                 | 8                      | 6                      | 8                      | 7                      | Salvados        |
| 3 | Charlestón / «A Little Party Never Killed Nobody (All We Got)»                             | 6                      | 6                      | 6                      | 6                      | Salvados        |
| 4 | Foxtrot / «Feeling Good»                                                                   | 8                      | 8                      | 8                      | 8                      | Salvados        |
| 5 | Tango / «When Can I See You Again?»                                                        | 7                      | 8                      | 8                      | 7                      | Salvados        |
| 6 | Rumba / «I Want It That Way»                                                               | 8                      | 7                      | 81                     | 7                      | Salvados        |
| 6 | Freestyle en equipo / «Dancing Machine», «You Got It (The Right Stuff)» & «Best Song Ever» | 8                      | 8                      | 91                     | 8                      | Salvados        |
| 7 | Pasodoble / «Hoedown»                                                                      | 7                      | 7                      | 82                     | 7                      | Salvados        |
| 7 | Duelo de Rumba / «I Will Always Love You»                                                  | 2 puntos extras        | 2 puntos extras        | 2 puntos extras        | 2 puntos extras        | Salvados        |
| 8 | Tango argentino / «Believer»                                                               | 8                      | 7                      | 8                      | 7                      | Eliminados      |
| 8 | Jazz en trío / «That's What I Like»                                                        | 7                      | 7                      | 7                      | 7                      | Eliminados      |
| 1Puntaje dado por el juez invitado Nick Carter en lugar de Hough. 2Puntaje dado por la juez invitada Mandy Moore en lugar de Hough. |                                                                                            |                        |                        |                        |                        |                 |

- Temporada 25 con Derek Fisher

| Semana | Baile / Canción                           | Puntajes de los jueces | Puntajes de los jueces | Puntajes de los jueces | Resultado       |
| Semana | Baile / Canción                           | C. I.                  | L. G.                  | B. T.                  | Resultado       |
| ------ | ----------------------------------------- | ---------------------- | ---------------------- | ---------------------- | --------------- |
| 1      | Salsa / «Basketball»                      | 6                      | 6                      | 6                      | Sin eliminación |
| 2      | Foxtrot / «Hallelujah I Love Her So»      | 6                      | 6                      | 7                      | Salvados        |
| 2      | Pasodoble / «Diablo Rojo»                 | 7                      | 6                      | 6                      | Salvados        |
| 3      | Chachachá / «The Fresh Prince of Bel-Air» | 7                      | 7                      | 7                      | Sin eliminación |
| 4      | Jazz / «Move On Up»                       | 7                      | 8                      | 8                      | Eliminados      |

- Temporada 26 con Josh Norman

| Semana                                                                                             | Baile / Canción                                | Puntajes de los jueces | Puntajes de los jueces | Puntajes de los jueces | Resultado        |
| Semana                                                                                             | Baile / Canción                                | C. I.                  | L. G.                  | B. T.                  | Resultado        |
| -------------------------------------------------------------------------------------------------- | ---------------------------------------------- | ---------------------- | ---------------------- | ---------------------- | ---------------- |
| 1                                                                                                  | Chachachá / «Finesse»                          | 8                      | 8                      | 8                      | Salvados         |
| 2                                                                                                  | Pasodoble / «The Plaza of Execution»           | 7/71                   | 8                      | 8                      | Salvados         |
| 2                                                                                                  | Freestyle en equipo / «... Baby One More Time» | 8/91                   | 8                      | 8                      | Salvados         |
| 3 (Semifinal)                                                                                      | Contemporáneo / «Stand by Me»                  | 9/92                   | 9                      | 9                      | Últimos salvados |
| 3 (Semifinal)                                                                                      | Duelo de Salsa / «WTF (Where They From)»       | 2 puntos extras        | 2 puntos extras        | 2 puntos extras        | Últimos salvados |
| 4 (Final)                                                                                          | Foxtrot / «Conqueror»                          | 9                      | 9                      | 9                      | Segundo puesto   |
| 4 (Final)                                                                                          | Freestyle / «Walk on Water»                    | 10                     | 10                     | 10                     | Segundo puesto   |
| 1Puntaje dado por el juez invitado Rashad Jennings. 2Puntaje dado por el juez invitado David Ross. |                                                |                        |                        |                        |                  |

- Temporada 27 con Bobby Bones

| Semana        | Baile / Canción                            | Puntajes de los jueces | Puntajes de los jueces | Puntajes de los jueces | Resultado |
| Semana        | Baile / Canción                            | C. I.                  | L. G.                  | B. T.                  | Resultado |
| ------------- | ------------------------------------------ | ---------------------- | ---------------------- | ---------------------- | --------- |
| 1             | Jive / «T-R-O-U-B-L-E»                     | 7                      | 6                      | 7                      | Salvados  |
| 2             | Foxtrot / «Theme from New York, New York»  | 7                      | 6                      | 7                      | Salvados  |
| 2             | Quickstep / «That Old Black Magic»         | 7                      | 6                      | 6                      | Salvados  |
| 3             | Contemporáneo / «A Million Dreams»         | 8                      | 7                      | 8                      | Salvados  |
| 4             | Chachachá en trío / «U Can't Touch This»   | 7                      | 6                      | 7                      | Salvados  |
| 5             | Vals / «Part of Your World»                | 7                      | 7                      | 7                      | Salvados  |
| 6             | Tango argentino / «Mr. Sandman»            | 8                      | 7                      | 7                      | Salvados  |
| 7             | Vals vienés / «Can't Help Falling in Love» | 8                      | 8                      | 8                      | Salvados  |
| 7             | Freestyle en equipo / «9 to 5»             | 10                     | 9                      | 10                     | Salvados  |
| 8 (Semifinal) | Salsa / «G.D.F.R.»                         | 7                      | 7                      | 7                      | Salvados  |
| 8 (Semifinal) | Jive / «Gimme Some Lovin'»                 | 8                      | 8                      | 8                      | Salvados  |
| 9 (Final)     | Chachachá / «U Can't Touch This»           | 8                      | 8                      | 8                      | Ganadores |
| 9 (Final)     | Freestyle / «The Greatest Show»            | 10                     | 10                     | 10                     | Ganadores |

- Temporada 29 con Jesse Metcalfe

| Semana | Baile / Canción                             | Puntajes de los jueces | Puntajes de los jueces | Puntajes de los jueces | Resultado       |
| Semana | Baile / Canción                             | C. I.                  | D. H.                  | B. T.                  | Resultado       |
| ------ | ------------------------------------------- | ---------------------- | ---------------------- | ---------------------- | --------------- |
| 1      | Quickstep / «Part-Time Lover»               | 6                      | 6                      | 6                      | Sin eliminación |
| 2      | Foxtrot / «Dreams»                          | 7                      | 7                      | 6                      | Salvados        |
| 3      | Jive / «King of New York»                   | 7                      | 6                      | 7                      | Salvados        |
| 4      | Chachachá / «Smooth»                        | 7                      | 7                      | 7                      | Salvados        |
| 5      | Tango / «Everybody Wants to Rule the World» | 7                      | 6                      | 6                      | Eliminados      |

- Temporada 30 con Brian Austin Green

| Semana | Baile / Canción                      | Puntajes de los jueces | Puntajes de los jueces | Puntajes de los jueces | Puntajes de los jueces | Resultado       |
| Semana | Baile / Canción                      | C. I.                  | L. G.                  | D. H.                  | B. T.                  | Resultado       |
| ------ | ------------------------------------ | ---------------------- | ---------------------- | ---------------------- | ---------------------- | --------------- |
| 1      | Foxtrot / «Skate»                    | 6                      | 6                      | 6                      | 6                      | Sin eliminación |
| 2      | Rumba / «Say You Won't Let Go»       | 6                      | 5                      | 6                      | 6                      | Salvados        |
| 3      | Tango / «Till the World Ends»        | 7                      | 6                      | —                      | 6                      | Salvados        |
| 4      | Vals / «Someday My Prince Will Come» | 6                      | 6                      | 7                      | 6                      | Eliminados      |
| 4      | Pasodoble / «He's a Pirate»          | 7                      | 6                      | 7                      | 7                      | Eliminados      |

## Vida personal
Burgess tuvo una relación con el coreógrafo y bailarín Paul Kirkland de 2010 a 2015.
Actualmente está saliendo con el actor Brian Austin Green. Se conocieron después de haber sido presentados por amigos en común. Su hijo Zane Walker Green nació el 28 de junio de 2022, el primero de ella y el quinto del actor.